# 自己破壊的行動

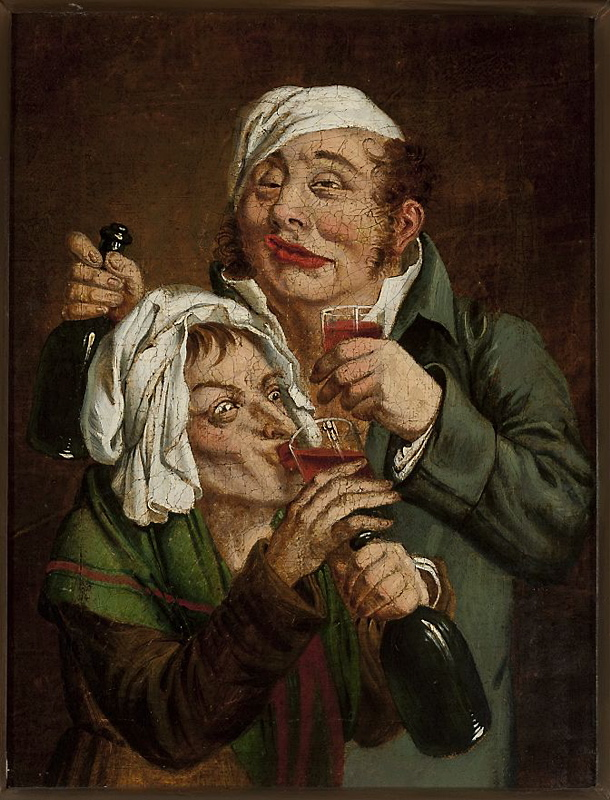
アルコール依存症は自己破壊的な行動の一形態

自己破壊的行動（じこはかいてきこうどう、Self-destructive behavior）とは、その行動をとる人に有害な、あるいは有害な可能性のある行動のことである。

## 解説
自己破壊的な行動は、長年にわたって多くの人々によって示されてきた。それは連続的なもので、その極端な一端が自殺である。自己破壊的な行動には、意図的なもの、衝動的なもの、習慣として身についたものなどがある。しかし、この用語は、致命的であるか、あるいは習慣性や中毒性があり、そのために致命的となる可能性のある自己破壊に適用される傾向がある。自己破壊的行動は、注意欠如多動症、境界性パーソナリティ障害、統合失調症などの精神疾患と関連していることが多い。

## 起源
自己破壊的行動は、1895年にフロイトとフェレンツィによって初めて研究され、トラウマ体験が子どもの発達にどのような影響を与えるかを初めて認識した。フロイトとフェレンツィは、不健康な環境で育った子どもほど、自己破壊的な行動に走ることが多いことに気づいた。
フロイトは、自己破壊的行動は自我や超自我と攻撃性の影響を受けると結論づけた。どの程度強く影響されるかによって、破壊的行動の激しさが増す。罪悪感は超自我の主要な要因である。例えば、アルコール依存症の両親のもとで育つと、必要な手助けをしてあげられなかったという罪悪感から、自己破壊的な行動が増えることがある。親が障害を克服するのを助けられなかったので、自分のせいで親が失敗したかのように感じる。そして、罪悪感や失敗への対処法として、自傷行為に走る。
フロイトはさらに、自己破壊的行動における攻撃性は、個人的な動機に影響されていると述べている。文化的要因や環境的要因が重要な役割を果たすのと同様に、社会的要因も重要な役割を果たす。例えば、ある子供が中学の間ずっといじめられていたとすると、その苦痛を取り除くために、その子供は自傷行為や怒鳴るなどの自己破壊的行動をとるだろう。
フロイトとフェレンツィは調査によって、自己破壊的な行動をとる人は「記憶ではなく、禁じられた空想」に苦しんでいるという仮説を立てた。
自己破壊的な行動は、人によってさまざまな形で現れる。したがって、超自我と攻撃性は人によって異なる。

## 形態
自己破壊的な行動は、人が圧倒されたときの対処法として用いられることがある。例えば、学業成績の査定が迫っている場合、そのストレスに対処するよりも、自分の仕事を妨害することを選ぶかもしれない。そうすれば、考査の提出（または合格）は不可能になるが、それに伴う心配は取り除かれる。
自己破壊的な行動は、他人を遠ざけようとする積極的な試みとしても現れることがある。例えば、人間関係を "台無し "にすることを恐れる。社会的に自己破壊的な人は、この恐怖に対処するよりも、まず他者から拒絶されるように、迷惑な行動や疎外的な行動をとる。
より明白な自己破壊の形態は、摂食障害、アルコール依存症、薬物依存症、自傷行為、ギャンブル依存症、自殺未遂などである。
自己破壊的行動の重要な側面は、個人の自信のなさからくるストレスに対処できないことである。例えば、人間関係では、相手が本当に誠実かどうか（「私のような人間を愛するはずがない」）、仕事や学校では、課題や締め切りを実現できるかどうか（「時間内にすべての仕事を完了できるはずがない」）。自己破壊的な人は通常、個人的な境界線を主張するような、より健全な対処法が欠けている。その結果、自分が無能であることを示すことが、要求から自分を解き放つ唯一の方法だと感じる傾向がある。
成功した人は、自己破壊的に自分の業績を妨害することがある。これは、不安感や不甲斐なさ、あるいは "頂点への上り坂 "を繰り返したいという衝動的な欲求からくるものかもしれない。
自己破壊的行動は、しばしば自傷行為と同義と考えられているが、これは正確ではない。自傷行為は自己破壊的行動の極端な形態であるが、それ以外にもさまざまな形で現れることがある。個人的な経験が自己破壊的行動の極端に影響するように、自傷行為もそれを反映している。全体として、個人的な経験や精神的な問題が、自傷行為に影響を与えるのである。

## 原因
性的虐待や身体的虐待、親の養育の乱れなどによる幼少期のトラウマは、自己破壊的行動と関連している。通常、このような行動は、健全な対処メカニズムに気づかないことから生じる。自己破壊的行動のような特定の精神衛生上の問題にはあまり焦点が当てられていないため、人々はこのような人々の行動に利益をもたらす、あるいは行動を防ぐ具体的な方法について教育を受けていない。
さらに、虐待やネグレクトなど何らかのトラウマを経験した人は、心理的な問題を発症し、より大きな問題に発展する可能性がある。これとは別に、注目されたいとか、気持ちいい感覚を味わいたいという欲求が、最終的にこのような行動を引き起こすこともある。その典型的な例が、薬物やアルコールへの依存である。最初の段階では、人は快感を得られるので、これらの不健康な行動に安易に手を出す傾向がある。しかし、時間が経つにつれて、それは止められない習慣となり、これらの素晴らしい感情を簡単に失い始める。このような感情がなくなると、精神的または肉体的な苦痛を消し去るような感覚を自分に与えることができなくなるため、自己破壊的な行動が強まる。

## 治療
自己破壊的な行動を変えることは困難であり、回復に至るまでに通過する主要な段階が含まれる。プロチャスカとディクレメンテ  (1982)によって確立された段階には、熟考前、熟考、準備、行動、維持、終結が含まれる。抜毛症や爪噛みなど、身体に焦点を当てた反復行動に対しては、メタ分析の証拠によれば、習慣逆転訓練法やデカップリング法が効果的である。